# Spatie
Spatie är en term inom typografi och betecknar ett fast mellanrum mellan två tecken som är ¼ fyrkant. 